# オットー (オーストリア公)
オットー（Otto, 1301年6月23日 - 1339年2月17日）は、ローマ王アルブレヒト1世と王妃エリーザベト・フォン・ケルンテンの末息子。兄アルブレヒト2世の共同統治者としてオーストリア公（在位：1330年 - 1339年）、ケルンテン公（在位：1335年 - 1339年）であった。オットー陽気公（Otto der Fröhliche）と呼ばれる。兄には他にボヘミア王ルドルフ1世、ローマ王フリードリヒ3世（美王）、オーストリア公レオポルト1世がいる。

## 生涯
母方の叔父でルドルフ1世とボヘミア王位を争ったハインリヒ6世の死後、ケルンテン公国を兄アルブレヒトとともに相続した。
1325年にバイエルン公シュテファン1世の娘エリーザベトと結婚したが、1330年に死別した。1335年にボヘミア王ヨハンの娘アンナと再婚したが、1338年に死別し、翌1339年に自身も死去した。先妻エリーザベトとの間にフリードリヒ2世（1327年 - 1344年）、レオポルト2世（1328年 - 1344年）の2男がいたが、いずれも早世した。後妻アンナとの間の子はなかった。

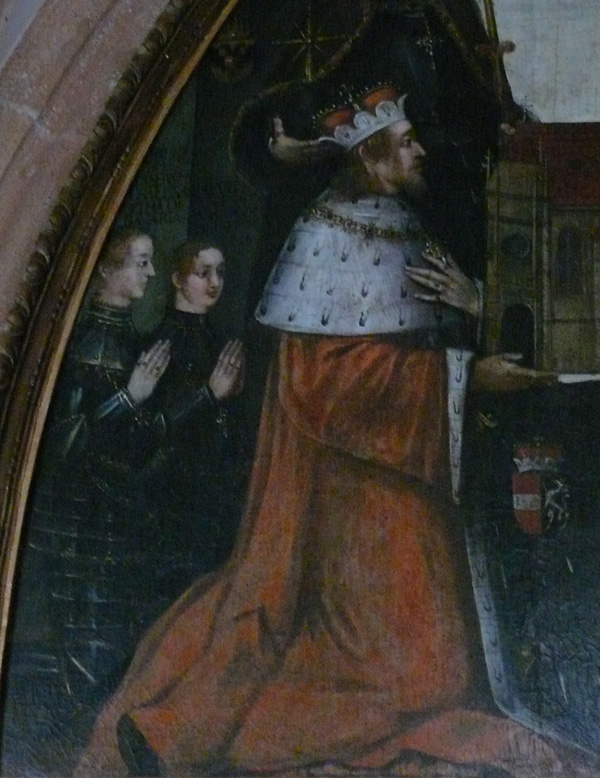
オットー陽気公と息子たち